# Ulota tanganyikae
Ulota tanganyikae är en bladmossart som beskrevs av Potier de la Varde 1955. Ulota tanganyikae ingår i släktet ulotor, och familjen Orthotrichaceae. Inga underarter finns listade i Catalogue of Life.